# Florian Jozefzoon
Florian Jozefzoon (Saint-Laurent-du-Maroni, 9 febbraio 1991) è un calciatore olandese naturalizzato surinamese, centrocampista o ala dell'Intercity e della nazionale surinamese.

## Carriera

### Club
Debutta nel 2010 con Martin Jol allenatore. Con i lancieri il 15 maggio vince l'Eredivisie nello scontro diretto vinto per 3-1 contro il Twente. Nell'estate del 2011 viene ceduto in prestito al NAC Breda insieme al compagno Roly Bonevacia. Debutta ufficialmente alla prima di campionato da titolare contro il Twente (0-1).
Terminato il prestito, nell'estate del 2012 passa al RKC Waalwijk. Segna il suo primo gol in carriera il 31 agosto contro l'Heracles Almelo (1-1). Conclude la stagione con 34 presenze e 7 gol in campionato.
Il 1º luglio 2013 viene ingaggiato dal PSV.

### Nazionale
Ha partecipato alla CONCACAF Gold Cup 2021.

## Statistiche

### Cronologia presenze e reti in nazionale
Aggiornato al 2 giugno 2023
| Cronologia completa delle presenze e delle reti in nazionale ― Suriname | Cronologia completa delle presenze e delle reti in nazionale ― Suriname | Cronologia completa delle presenze e delle reti in nazionale ― Suriname | Cronologia completa delle presenze e delle reti in nazionale ― Suriname | Cronologia completa delle presenze e delle reti in nazionale ― Suriname | Cronologia completa delle presenze e delle reti in nazionale ― Suriname | Cronologia completa delle presenze e delle reti in nazionale ― Suriname | Cronologia completa delle presenze e delle reti in nazionale ― Suriname |
| Data                                                                    | Città                                                                   | In casa                                                                 | Risultato                                                               | Ospiti                                                                  | Competizione                                                            | Reti                                                                    | Note                                                                    |
| ----------------------------------------------------------------------- | ----------------------------------------------------------------------- | ----------------------------------------------------------------------- | ----------------------------------------------------------------------- | ----------------------------------------------------------------------- | ----------------------------------------------------------------------- | ----------------------------------------------------------------------- | ----------------------------------------------------------------------- |
| 28-3-2021                                                               | Bradenton                                                               | Aruba                                                                   | 0 – 6                                                                   | Suriname                                                                | Qual. Mondiali 2022                                                     | 1                                                                       |                                                                         |
| 5-6-2021                                                                | Paramaribo                                                              | Suriname                                                                | 6 – 0                                                                   | Bermuda                                                                 | Qual. Mondiali 2022                                                     | -                                                                       | 80’                                                                     |
| 9-6-2021                                                                | Bridgeview                                                              | Canada                                                                  | 4 – 0                                                                   | Suriname                                                                | Qual. Mondiali 2022                                                     | -                                                                       | 45’                                                                     |
| 13-7-2021                                                               | Orlando                                                                 | Giamaica                                                                | 2 – 0                                                                   | Suriname                                                                | Gold Cup 2021                                                           | -                                                                       | 81’                                                                     |
| 17-7-2021                                                               | Orlando                                                                 | Suriname                                                                | 1 – 2                                                                   | Costa Rica                                                              | Gold Cup 2021                                                           | -                                                                       | 61’                                                                     |
| 28-1-2022                                                               | Paramaribo                                                              | Suriname                                                                | 1 – 0                                                                   | Barbados                                                                | Amichevole                                                              | -                                                                       | 70’                                                                     |
| 1-2-2022                                                                | Paramaribo                                                              | Suriname                                                                | 2 – 1                                                                   | Guyana                                                                  | Amichevole                                                              | -                                                                       |                                                                         |
| 27-3-2022                                                               | Thanyaburi                                                              | Thailandia                                                              | 1 – 0                                                                   | Suriname                                                                | Amichevole                                                              | -                                                                       | 65’                                                                     |
| 5-6-2022                                                                | Paramaribo                                                              | Suriname                                                                | 1 – 1                                                                   | Giamaica                                                                | CONCACAF Nations League 2022-2023 - Fase a gironi                       | -                                                                       |                                                                         |
| 8-6-2022                                                                | Kingston                                                                | Giamaica                                                                | 3 – 1                                                                   | Suriname                                                                | CONCACAF Nations League 2022-2023 - Fase a gironi                       | -                                                                       | 64’                                                                     |
| 12-6-2022                                                               | Torreón                                                                 | Messico                                                                 | 3 – 0                                                                   | Suriname                                                                | CONCACAF Nations League 2022-2023 - Fase a gironi                       | -                                                                       | 78’                                                                     |
| 22-9-2022                                                               | Almere                                                                  | Suriname                                                                | 2 – 1                                                                   | Nicaragua                                                               | Amichevole                                                              | -                                                                       | 68’                                                                     |
| 24-3-2023                                                               | Paramaribo                                                              | Suriname                                                                | 0 – 2                                                                   | Messico                                                                 | CONCACAF Nations League 2022-2023 - Fase a gironi                       | -                                                                       |                                                                         |
| 18-6-2023                                                               | Fort Lauderdale                                                         | Suriname                                                                | 0 – 0 (3 - 4 dtr)                                                       | Porto Rico                                                              | Qual. Gold Cup 2023                                                     | -                                                                       | 58’                                                                     |
| 9-9-2023                                                                | Saint George's                                                          | Grenada                                                                 | 1 – 1                                                                   | Suriname                                                                | CONCACAF Nations League 2023-2024 - Fase a gironi                       | -                                                                       |                                                                         |
| 12-9-2023                                                               | L'Avana                                                                 | Cuba                                                                    | 1 – 0                                                                   | Suriname                                                                | CONCACAF Nations League 2023-2024 - 1º Turno                            | -                                                                       | 85’                                                                     |
| 12-10-2023                                                              | Paramaribo                                                              | Suriname                                                                | 1 – 1                                                                   | Haiti                                                                   | CONCACAF Nations League 2023-2024 - 1º turno                            | -                                                                       | 63’                                                                     |
| 15-10-2023                                                              | Paramaribo                                                              | Suriname                                                                | 4 – 0                                                                   | Grenada                                                                 | CONCACAF Nations League 2023-2024 - 1º turno                            | -                                                                       | 46’                                                                     |
| Totale                                                                  |                                                                         | Presenze                                                                | 18                                                                      |                                                                         | Reti                                                                    | 1                                                                       |                                                                         |

## Palmarès

### Club

#### Competizioni nazionali
- Campionato olandese: 3

Ajax: 2010-2011
PSV: 2014-2015, 2015-2016
- Supercoppa dei Paesi Bassi: 1

PSV: 2015